# Erlen (Attendorn)
Erlen ist ein Ortsteil der Stadt Attendorn im Kreis Olpe (Nordrhein-Westfalen) und hat 32 Einwohner (Stand 30. Juni 2024).

## Geografie
Das Straßendorf Erlen liegt südwestlich des Kernortes Attendorn zwischen Listerscheid im Westen und Petersburg im Osten. Nördlich vom Ort fließt zwischen der Bahnstrecke Finnentrop-Olpe und der Landesstraße (L 539) die Ihne.

## Geschichte
Politisch gehörte Erlen ehemals zum Amt Waldenburg und im Gogericht und Kirchspiel Attendorn zur Bauerschaft Albringhausen, der auch umliegende Orte wie Listerscheid, Papiermühle, Weschede u. a. angehörten.
Es gab in Erlen zwei Güter, das Vorderste Gut (Wueste Hof) und das Obere Gut (Büchten Gut), erst in Merklinghausen, später aber „in den Erlen“ genannt. Im Schatzungsregister von 1543 wird in der Burschafft Ailberinghausen mit 26 Steuerpflichtigen ein Johann Bucht zu Merklinghaußen mit einer Abgabe von einem Goldgulden genannt.
Das Büchten Gut wurde 1676 und der Wueste Hof 1680 von der Adelsfamilie von Droste zu Erwitte an das Kloster Ewig verkauft. Beide Höfe wurden anschließend vom Kloster vereinigt und „Gut Erlen“ genannt. Gutsbesitzer war ab Ende des 19. Jahrhunderts der Landwirt Josef Marcus (geb. 1862) aus Langenohl. Im Laufe des 20. Jahrhunderts wurde der Hof aufgegeben und der Grundbesitz aufgeteilt.
Im 18./19. Jahrhundert gab es „In den Erlen“ an der Ihne ein Hammerwerk (Stückhammer), betrieben mit drei Feuern.
Das Adressbuch von 1929 führt in Erlen die Namen „von Hagen, Hirten, Kröger (2) und Simon“ auf. Im Jahre 1936 gab es in Erlen 3 Wohnhäuser und 11 Einwohner. Das Adressbuch von 1956 führt die Namen „Braun (2), Gutzeit (2), Hüsing, Kröger (2), Lätchen, Mann und Schilli“ auf. 1988 hatte der Ort 41 Einwohner.
Ab 1819 gehörte Erlen im Amt Attendorn zur Gemeinde Attendorn-Land, bis diese 1969 in die Stadt Attendorn eingegliedert wurde.
Vor dem Ortseingang nach Erlen befindet sich in Merklinghausen die Firma Kröger Stahlumformung GmbH (Gesenkschmiede, gegründet 1884).
Das Wegkreuz und das Haus Hüsing an der Erlenstraße sind Attendorner Baudenkmäler.

## Religion, Vereine
Erlen gehört zur Pfarrgemeinde St. Josef im nahe gelegenen Listerscheid. Das Vereinsleben findet für beide Orte im Vereinshaus bzw. der Schützenhalle und auf dem Fußballplatz an der Wesetalstraße in Weschede statt.